# Saint-Lyphard
Saint-Lyphard è un comune francese di 4 384 abitanti situato nel dipartimento della Loira Atlantica nella regione dei Paesi della Loira.

## Società

### Evoluzione demografica
Abitanti censiti